# Oostmaas

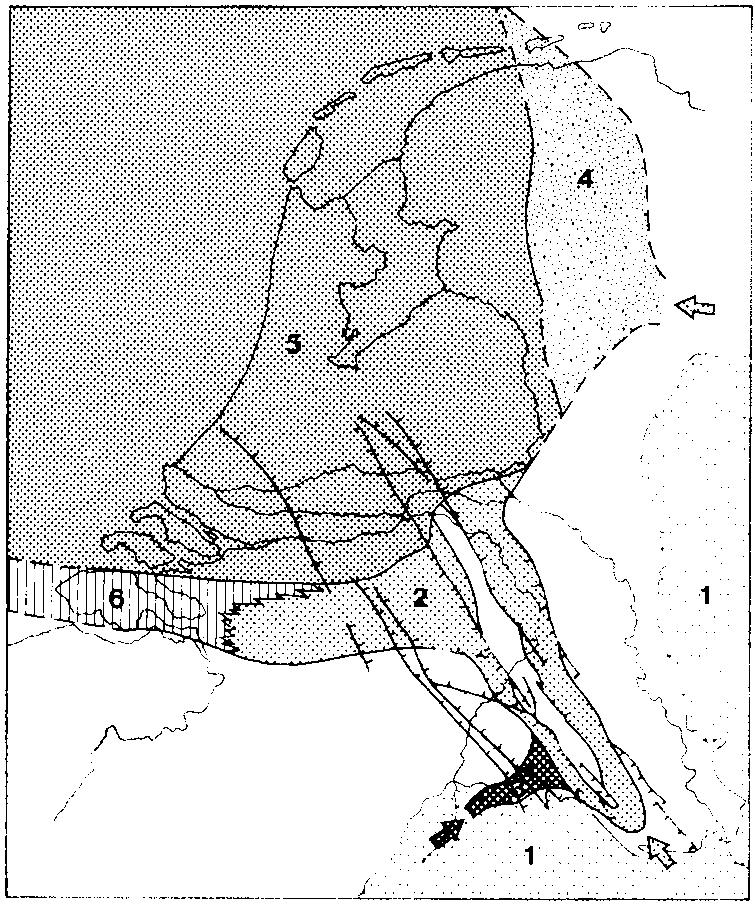
Sedimentatiegebied van Rijn en Maas gedurende het Midden-Tiglien, onderaan is de Oostmaas te zien

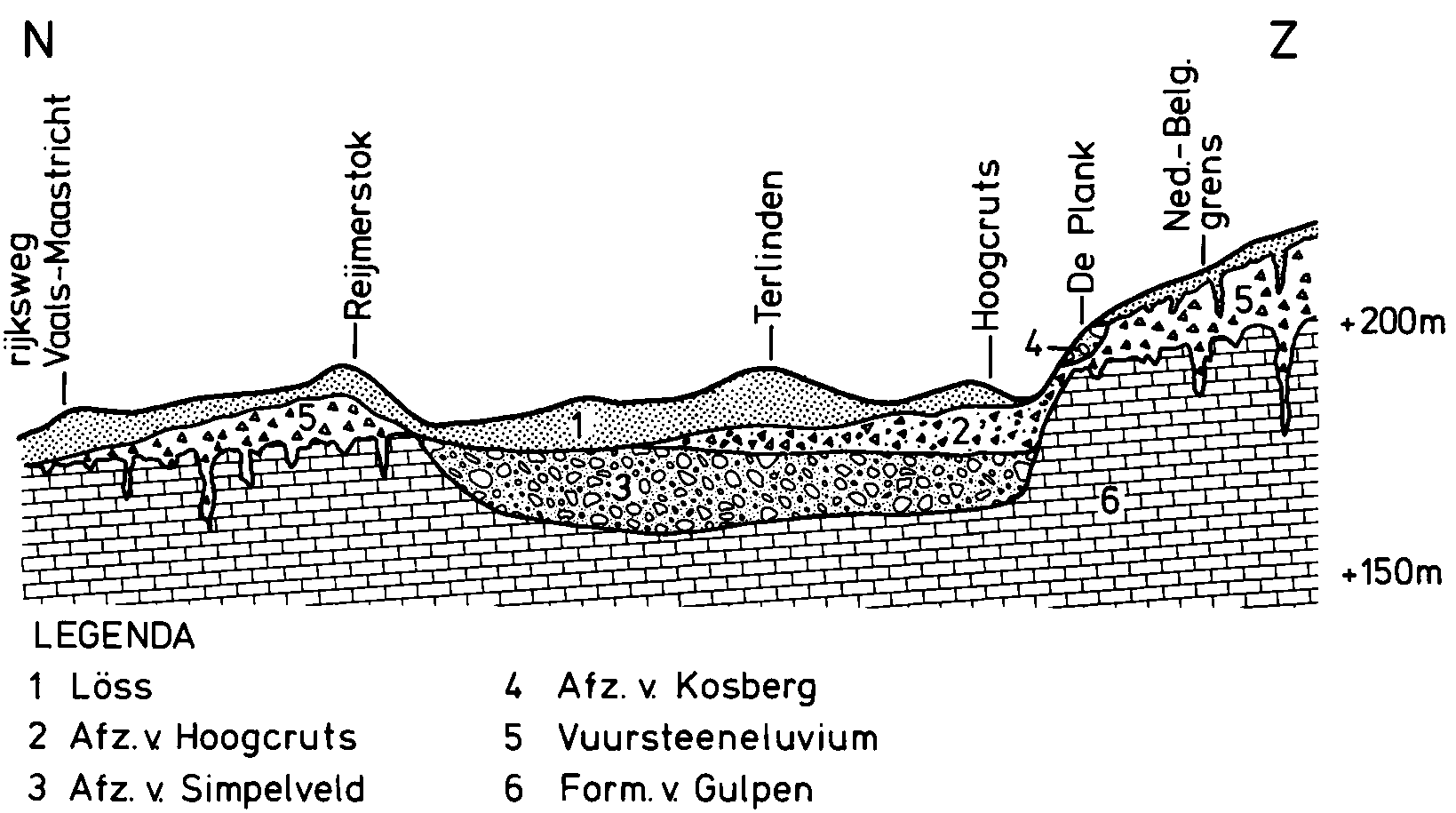
Geologisch profiel door het dal van de Oostmaas tussen De Hut bij Margraten en De Plank in België

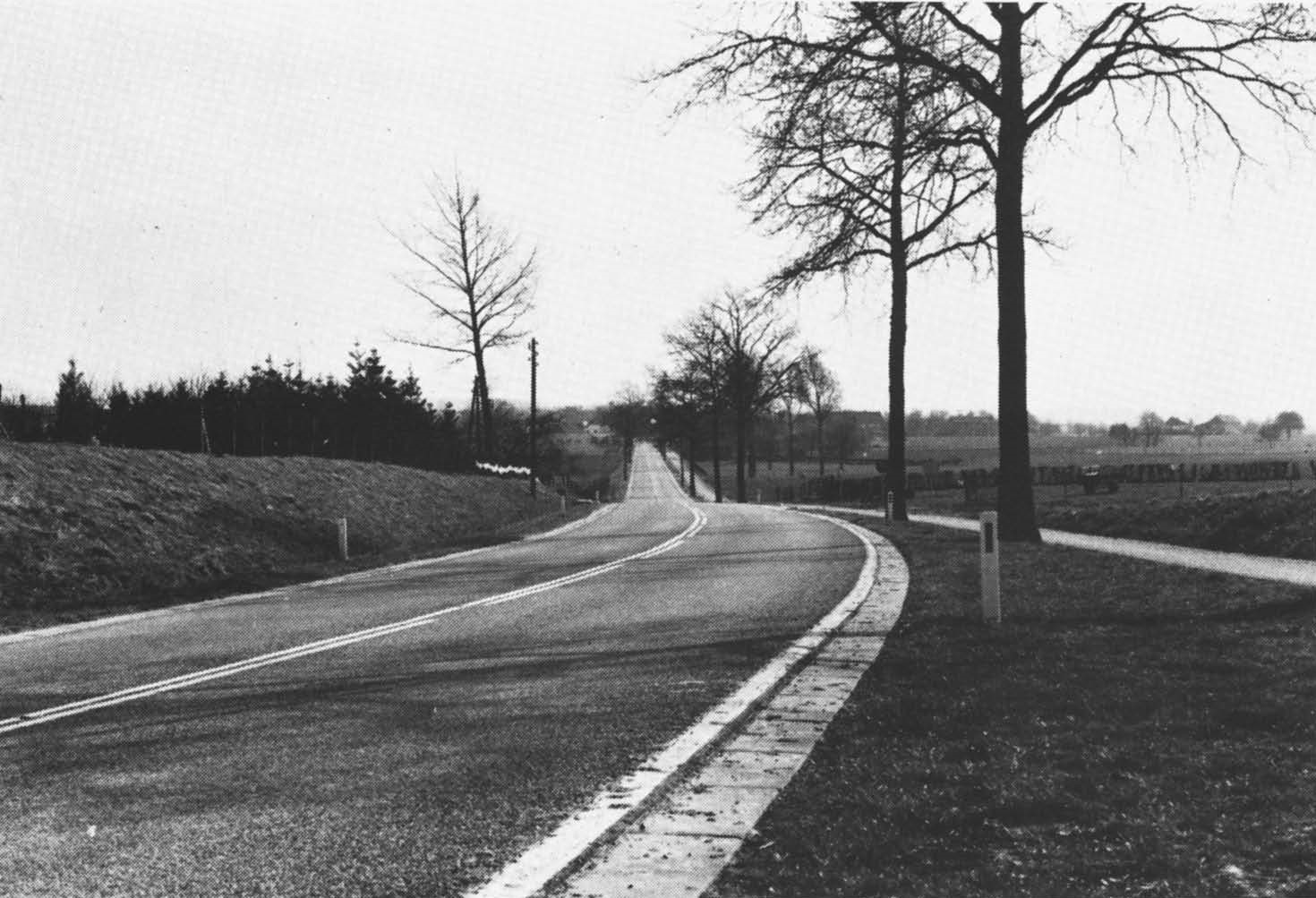
Het dal van de Oostmaas vanaf de hoogte bij De Hut, gezien in zuidelijke richting

De Oostmaas, soms ook geschreven als Oost-Maas, was een rivier die vanuit het gebied van de Ardennen in noordoostelijke richting afwaterde en uitmondde in de Oerrijn. De tijd voordat ze in oostelijke richting begon te stromen wordt ze als Oermaas aangeduid, nadat ze zich omboog van oostelijke naar noordelijke richting wordt ze als Westmaas aangeduid. De Maas stroomde tot aan het einde van het Tiglien in het dal van de Oostmaas.

## Voorgeschiedenis
Aan het einde van het Tertiair waren pas de eerste sporen van de Maas te vinden. De oudst herkenbare afzettingen van de toenmalige Oermaas hebben een Boven-Miocene ouderdom en behoren tot de zogenaamde Kiezeloöliet Formatie. Het Ardennengebied in zijn huidige vorm, bestond nog niet maar vormde met Zuid-Limburg een uitgestrekte schiervlakte, waarover het grindrijke Laagpakket van Waubach (Kiezeloöliet Formatie) als een puinwaaier werden afgezet.
Aan het einde van het Tertiair, rond de overgang Plioceen - Pleistoceen, vond de opheffing van de Ardennen en het Rijn-Leisteenplateau plaats. Deze opheffing had grote invloed op het Zuid-Limburgse gebied. Het gebied ten zuiden van de Feldbiss (de breuk die loopt langs de lijn Sittard-Kerkrade) werd mee opgeheven, terwijl het gebied ten noorden van deze breuk, de zogenaamde Roerdalslenk, daalde. In deze Roerdalslenk bleven de afzettingen van de Kiezeloöliet Formatie voor de erosie gespaard, terwijl zij ten zuiden van de Feldbiss vrijwel geheel werden geërodeerd en alleen erosieresten bewaard bleven.

## Dal van de Oostmaas
Door de opheffing van het Ardennen-Rijnlandse-Massief werden de uit het zuiden komende rivieren gedwongen zich in te snijden in het langzaam rijzende gebied. Dit ging gepaard met sterke erosie in de Ardennen en het zuidelijke gelegen Vogezengebied. Grof gebergtepuin werd naar Zuid-Limburg getransporteerd en er is nu voor het eerst een uit het zuiden komende rivier die de Maas te noemen is te herkennen.
Het oudste morfologisch herkenbare dal van de Maas strekte zich uit van Luik over Eijsden, Noorbeek, Gulpen, Simpelveld, Kerkrade naar Jülich, waar de Maas uitmondde in de Rijn. Dit was het dal van de Oostmaas. In het noorden werd dit dal begrensd door een hoge rug die loopt van Hallembaye naar de hoogte van Banholt en de zuidrand van het Eiland van Ubachsberg bij de Huls. Door de latere doorbraak van de Maas naar het westen zijn grote delen van de noordelijke dalwand verdwenen en zijn alleen de voornoemde punten voor erosie gespaard gebleven. Dit dal is dan verder te volgen langs de oostrand van het Eiland van Ubachsberg naar Waubach. Ten noorden van de Feldbiss, in het dalingsgebied, vervaagt de noordelijke dalwand.
De zuidelijke dalwand wordt gevormd door de zogenoemde gebergterand, een steilrand die de zuidelijke begrenzing vormt van het sedimentatiegebied van de Maas. Deze gebergterand, die tevens de noordrand van de schiervlakte vormt, loopt langs Hoogcruts, Epen, Vijlen en via Orsbach over Duits gebied in de richting van Vetschau ten noorden van Laurensberg.
Het dal van de Oostmaas heeft een maximale breedte van zes kilometer.

## Afzettingen van de Oostmaas
In dit dal zijn enkele terrassen te onderscheiden. De oudste fase wordt gevormd door het Laagpakket van Kosberg, het iets jongere Laagpakket van Crapoel, daarna het Laagpakket van Noorbeek en ten slotte de jongste door het Laagpakket van Simpelveld.

### Laagpakket van Kosberg

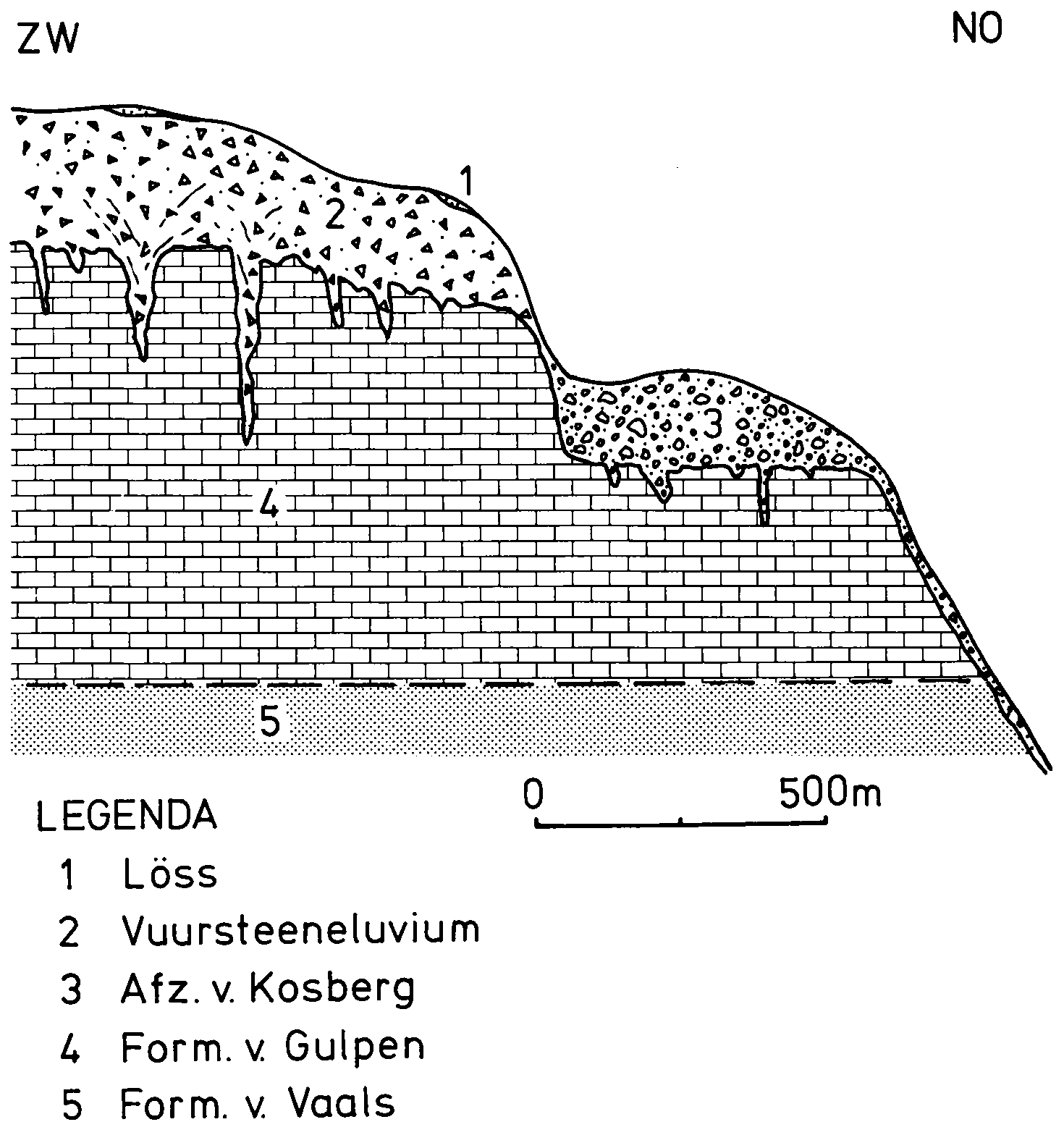
Geologisch profiel van de gebergterand bij Kosberg

In het Laagpakket van Kosberg kunnen twee niveaus worden onderscheiden: het niveau van Kosberg en het iets jongere en dus ook lager gelegen niveau van Crapoel.
Van grote betekenis voor de dalvorming was de langzame opheffing en daarmee gepaard gaande insnijding waardoor het mogelijk is de afzettingen aan de hand van hun hoogteligging van elkaar te onderscheiden.
Het huidige niveau van de basis van het Laagpakket van Kosberg ligt op circa 190 meter boven NAP, terwijl de basis van het Laagpakket van Simpelveld circa 25 meter lager ligt. Een ander hulpmiddel voor een relatieve ouderdomsbepaling vormt de gesteente-inhoud van de diverse afzettingen. Globaal kan gesteld worden dat het kwartspercentage afneemt naarmate de afzettingen jonger worden. De gesteente-inhoud geeft tevens vrij nauwkeurig aanwijzingen over het herkomstgebied en de erosie en insnijding in het achterland. Het kwartspercentage van het Laagpakket van Kosberg ligt tussen 60 - 70%. Dit hoge percentage wordt voor een deel veroorzaakt door opname van gesteenten uit het Laagpakket van Waubach. Opvallend is dat nu ook typische Ardennengesteenten zoals Revinienkwartsieten en Devonische zandstenen en kwartsieten een wezenlijk bestanddeel van het grind uitmaken. Goed afgeronde kwartsieten, lydieten en sporadisch Taunuskwartsieten wijzen op aanvoer uit het Bontzandsteenconglomeraat. Dit conglomeraat komt voor langs de noordrand van de Vogezen en bedekte zelfs grote delen van dit oude kristallijne gebergte. Het vrij hoge percentage gerolde vuursteen is afkomstig uit geërodeerde tertiaire afzettingen evenals de goed afgeronde zoetwaterkwartsieten waarvan de herkomst gezocht moet worden in het stroomgebied van de Samber. De dikte van het grind kan sterk wisselen onder invloed van erosie of verkarsting van de top van de kalkstenen uit de Formatie van Gulpen. Een goed voorbeeld hiervan was de voormalige groeve te Kosberg die geheel is opgevuld. Groeven in het Laagpakket van Kosberg bevinden zich in het Schweibergerbos bij Bissen (Groeve Bissen) en in het dorpje Crapoel (Groeve Crapoel).
Op een aantal plaatsen komen in de top van het grind resten voor van een fossiele rode bodem die op een subtropisch of tropisch klimaat wijst. Op grond hiervan wordt het Laagpakket van Kosberg tot het Tertiair (Plioceen) gerekend.

### Laagpakket van Simpelveld
Hernieuwde insnijding zorgde voor de erosie van een groot deel van het Laagpakket van Kosberg. Alleen in de flanken van het dal bleven terrasresten bewaard. In het achterland snijdt de Maas zich steeds dieper in en dikke pakketten zand en grof grind, die tot twaalf meter dik kunnen zijn, worden afgezet. Dit grindpakket, dat zich over vele vierkante kilometers uitstrekt, behoort tot het Laagpakket van Simpelveld. De basishoogte ligt op circa 155 meter boven NAP. Ten noorden van de Feldbiss ligt de basis echter onder 120 meter boven NAP.
In tegenstelling tot het Laagpakket van Kosberg bestaat het Laagpakket van Simpelveld voor het grootste deel uit gesteenten die afkomstig zijn uit de Ardennen en Vogezen, terwijl gesteenten van de schiervlakte vrijwel geheel ontbreken. Het kwartspercentage bedraagt gemiddeld 40%. In noordelijke richting kan dit percentage onder invloed van opname uit het Laagpakket van Waubach oplopen tot circa 50%.
De Ardennengesteenten zijn voornamelijk vertegenwoordigd door zeer grof grind bestaande uit de typische Revinienkwartsieten Burnot- en Ardenne-conglomeraten en Devonische zandstenen en kwartsieten. Opvallend is het eerste optreden van kalkstenen uit het Onder-Carboon. Deze kalkstenen, ook wel Kolenkalk genoemd, zijn afkomstig uit het gebied van Namen en Visé. In de voormalige grindgroeve te Mamelis waren blokken Kolenkalk van meer dan een kubieke meter geen zeldzaamheid. De grootte en slechte afronding van deze blokken wijst op transport via ijsschotsen en worden daarom ijsschotszwerfsteen genoemd. In het Laagpakket van Simpelveld is ook voor het eerst diabaas en porfiroide, ganggesteenten afkomstig uit het Cambrische massief van Rocroi in de zuidelijke Ardennen aanwezig. Via de Moezel, die in deze tijd nog tot het stroomgebied van de Maas behoorde, worden uit de Vogezen de eerste granitische en porfirische gesteenten aangevoerd, terwijl ook Triascomponenten uit het Bontzandsteenconglomeraat weer veelvuldig worden aangetroffen. Lokale componenten in dit bonte gezelschap zijn de hoekige vuurstenen uit het aangrenzende Belgische en Zuid-Limburgse Krijtgebied die aangetroffen worden in alle Maasafzettingen.
De ouderdom van het Laagpakket van Simpelveld kon nauwkeurig worden bepaald door middel van pollenanalyse van een veenlaag aan de top van het grind in de groeve Platte Bossen te Nijswiller. De ouderdom bleek Tiglien te zijn. Tevens kan hieruit de conclusie worden getrokken dat de Maas minstens tot aan het einde van het Tiglien in dit dal moet hebben gestroomd.
Groeven in het Laagpakket van Simpelveld bevinden zich in Reijmerstok, Roodeput bij Simpelveld en in Bocholtz. Tot in de jaren 1970 was het Laagpakket van Simpelveld nog duidelijk ontsloten in de voormalige bruinkoolgroeve Herman te Eygelshoven. In deze groeve, gelegen ten noorden van de Feldbiss, ligt het Laagpakket van Simpelveld direct op het Laagpakket van Waubach. Deze opbouw toont duidelijk de daling van het noordelijke gebied ten opzichte van de opheffing en terrasvorming in het gebied ten zuiden ven de Feldbiss.

## Het verlaten van het dal van de Oostmaas
De opheffing van het gebied ging tevens gepaard met een lichte kanteling naar het noordwesten, waardoor het dal van de Oostmaas steeds hoger kwam te liggen. Na verloop van tijd werd de Maas dan ook gedwongen dit dal te verlaten. De Maas breekt dan door de noordelijke dalwand ten westen van Gulpen om zich een weg te banen naar het noorden langs de westelijke flank van het Eiland van Ubachsberg. De naar het westen verlegde Maas is de Westmaas.
De verlaten riviervlakte van de Oostmaas verlandt en op een aantal plaatsen, zoals in het gebied van de Platte Bossen, treed veenvorming op. Lokale beekjes nemen hierna bezit van het dal en sedimenteren een in dikte wisselend pakket vuursteenrijk grind uit het Akense gebied en de zuidelijk gelegen schiervlakte op de Maasafzettingen. Deze afzettingen, het Laagpakket van Hoogcruts genoemd, bestaan voor meer dan 45% uit hoekige vuurstenen.
Hierop volgt weer insnijding. De Worm, de Selzerbeek, de Geul en de Gulp evenals de Eyserbeek en de Anselderbeek, slijpen zelfs diepe dalen uit tot in de prekwartaire afzettingen, waardoor het nu vaak moeilijk is om de oorspronkelijke dalvorm van de Oostmaas nog te herkennen.

## Restanten
Naast de afzettingen van de sedimenten zijn er van het dal van de Oostmaas op meerdere plaatsen nog restanten te vinden in de vorm van een herkenbaar landschap.
- Tussen De Hut en De Plank wordt op het Plateau van Margraten het dal van de Oostmaas dwars doorsneden. Tussen Hoogcruts en De Plank bevindt zich een restant van de laat-tertiaire schiervlakte die bedekt is met vuursteeneluvium. Ter hoogte van Hoogcruts is een duidelijke trap in het landschap te zien en dit was de zuidelijke dalrand van de Oostmaas. Boven op deze dalrand op een hoogte van 190 meter boven NAP liggen nog resten van het Laagpakket van Kosberg. Iets noordelijker bij Hoogcruts is het dal opgevuld met een dik pakket zand en grind behorend tot het Laagpakket van Simpelveld. Op deze afzettingen ligt het vuursteenrijke Laagpakket van Hoogcruts, aangevoerd door lokale beken vanaf de schiervlakte. Deze afzettingen worden naar het noorden snel dunner. Het dal van de Oostmaas is hier circa 35 meter diep ingesneden in de schiervlakte. Tussen Reijmerstok en De Hut is in de weg weer een steile trap te zien, de noordelijke dalwand van de Oostmaas. Door de latere bedekking met löss zijn de steile randen grotendeels afgevlakt. Boven de steilrand bevinden we ons weer op een rest van de schiervlakte, bedekt met vuursteeneluvium, waarop plaatselijk resten van onderoligocene zanden en resten van het Laagpakket van Kosberg liggen. Even voor het bereiken van de weg Maastricht-Vaals wordt de waterscheiding tussen de Oost- en de Westmaas gepasseerd.[2]

- Ten zuidwesten van Kosberg bevindt zich een typische steilrand in het landschap, een gebergterand, gelegen op het Plateau van Crapoel. Deze plek was evenals bij Hoogcruts de zuidrand van het sedimentatiegebied van de Maas, die door Brueren in 1945 de gebergterand werd genoemd. Op de akkers onder de steilrand ligt een enkele meters dik pakket grind behorende tot het Laagpakket van Kosberg met een basis van circa 190 meter boven NAP. Boven de steilrand bevindt zich de laat-tertiaire schiervlakte, bedekt met een dik pakket vuursteeneluvium. Dit vuursteeneluvium komt in het bos vrijwel overal aan de oppervlakte en is vaak goed ontsloten in de talrijke in het bos verspreid liggende trechtervormige dolinen.[2]

- Bij Gulpen ligt als noordelijke uitloper van het Plateau van Crapoel de Gulperberg. Dit uitzichtpunt, bedekt met een enkele meters dik pakket grind van het Laagpakket van Simpelveld is een erosierest die gespaard is gebleven tijdens het uitslijpen van de diepe dalen van de Geul en de Gulp. In noordelijke richting, gedomineerd door de Zendmast Eys, ligt het Eiland van Ubachsberg. In oostelijke richting, versneden door de Geul en de Selzerbeek, ligt het dal van de Oostmaas. In zuidoostelijke richting is de donkere rand van de Vijlenerbossen te zien met als markantste punt de kerk van Vijlen die juist buiten het dal van de Oostmaas ligt.[2]

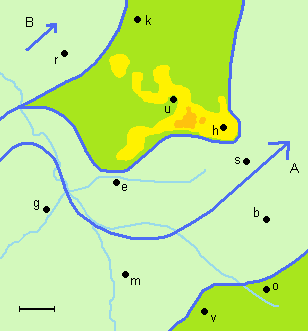
In oranje het Eiland van Ubachsberg inclusief de Vrouwenheide. Pijl A is de Oostmaas, pijl B de Westmaas. In lichtblauw de huidige beken en de letters voor de plaatsen Kunrade, Ransdaal, Ubachsberg, Huls, Simpelveld, Eys, Gulpen, Bocholtzerheide, Mechelen, Orsbach en Vijlen.

- Het Eiland van Ubachsberg is een markant hooggelegen gebied op het Plateau van Ubachsberg. Huls ligt op de uiterste zuidpunt van het Eiland van Ubachsberg dat bedekt is met Onder-Oligocene zanden uit de Formatie van Tongeren. Hierop ligt weer een dunne bestrooiing van Kiezeloölietgrind (Laagpakket van Waubach). Dit grind en het onderliggende zand is in de wegbermen bij het hotel Bellevue ontsloten, de roodkleuring in het grind wijst op tertiaire bodemvorming. In zuidelijke richting is als een duidelijke donkere lijn aan de horizon de Vijlenerbossen te zien, gelegen op de schiervlakte. Iets lager ligt de zuidelijke dalwand van de Oostmaas die ook hier weer duidelijk wordt gemarkeerd door de kerk van Vijlen. Het dal tussen deze kerk en Huls is opgevuld met een circa 10 meter dik pakket grind van het Laagpakket van Simpelveld. Op de voorgrond, aan de rand van het Eiland van Ubachsberg, ligt Simpelveld in het Eyserbeekdal met de Eyserbeek die zich op haar beurt weer in het dal van de Oostmaas heeft ingesneden.[2]

### Groeves
In Zuid-Limburg zijn er verschillende ontginningen geweest waarin Maasgrind uit de afzettingen van de Oostmaas zijn afgegraven.
- In het dorpje Crapoel ligt, komende vanaf Heijenrath, links een verlaten groeve, de Grindgroeve Crapoel in het Pesakerdal, waarin het Laagpakket van Kosberg ontgonnen werd. Het grind is over het algemeen vrij sterk verweerd en gebleekt met een hoog kwartspercentage (circa 62%). Verkiezelde kalkstenen, gerolde vuurstenen en hoekige vuurstenen uit de Formatie van Gulpen vormen opvallende bestanddelen. In de top van het grind, dat plaatselijk kryoturbaat verstoord is, komen resten voor van een fossiele rode bodem.[2]
- In de dalwand van de Eyserbeek te Roodeput bij Simpelveld ligt een grote groeve in het Laagpakket van Simpelveld, de Grindgroeve Roodeput. Het grind vertoont de typische opbouw van deze afzettingen: zeer grof grind afgewisseld met zand en kleibanden en soms duidelijke geulen. In het grind komen plaatselijk grote blokken tertiaire zandsteen voor, terwijl ook blokken Revinienkwartsiet en grote platen Porfiroide geen zeldzaamheid zijn. Secundaire verontreiniging van ijzer geeft het grind vaak een roestbruine kleur. Het grind is plaatselijk bedekt met een in dikte wisselend pakket vuursteenrijk grind, behorend tot het Laagpakket van Hoogcruts. Dit grind is echter niet altijd in de groeve ontsloten.[2]
- In de Groeve Bissen hoog op de helling van het Plateau van Crapoel bevinden zich zand en Maasgrind van het Laagpakket van Kosberg die hier werd afgegraven om wegen mee te verharden. De laag van zand en grind was hier ter plaatse drie meter dik.[5]
- In de Groeve Banholtergrubbe op het Plateau van Margraten is het Laagpakket van Kosberg uit de Formatie van Beegden ontsloten. Ter hoogte van Banholt lag het zogenaamde Eiland van Banholt dat samen met het Eiland van Ubachsberg verder naar het noordoosten en het Eiland van Hallembaye verder naar het zuidwesten, de noordelijke dalwand vormde van de Oostmaas.[5]
- In de Grindgroeve Elzetterbos op het Plateau van Vijlen aan de uiterste zuidrand van het toenmalige Maasdal werden door de Oostmaas zand en grind afgezet van het Laagpakket van Kosberg.[5]